# Billie Jean King Cup 2025 kwalificatieronde Wereldgroep
De Billie Jean King Cup 2025 kwalificatieronde Wereldgroep was de eerste fase van de Billie Jean King Cup 2025. De wedstrijden werden gespeeld tussen donderdag 10 en zondag 13 april 2025.

## Deelnemers
Achttien landen namen deel aan de kwalificatieronde:
vanuit het eindtoernooi 2024
- Canada (#2)
- Tsjechië (#3)
- Slowakije (#4)
- Australië (#5)
- Polen (#6)
- Verenigd Koninkrijk (#7)
- Verenigde Staten (#9)
- Spanje (#10)
- Duitsland (#11)
- Roemenië (#13)
- Japan (#14)

vanuit de play-offs 2024
- Zwitserland (#8)
- Kazachstan (#12)
- Nederland (#17)
- Oekraïne (#19)
- Brazilië (#20)
- Colombia (#24)
- Denemarken (#27)

# Ranglijstpositie per 3 december 2024.

## Reglement
Dit jaar was het reglement afwijkend van wat gebruikelijk was. De reden was dat de BJK Cup de twaalflandenopzet van het eindtoernooi wenste te reduceren tot acht landen, teneinde zich te conformeren aan de Davis Cup.
In plaats van de gebruikelijke uit-en-thuis constructie, werd gespeeld in groepen van drie landen. Iedere deelnemer speelde twee landenwedstrijden, tegen beide andere deelnemers in de groep. Alle wedstrijden van een groep werden gespeeld op een locatie die door een der deelnemende landen ter beschikking was gesteld. De gastheer mocht de ondergrond kiezen.
Een landenwedstrijd bestond uit drie "rubbers": twee enkelspelpartijen en een dubbelspelpartij. Het land dat twee "rubbers" won, werd de winnaar van de landenwedstrijd. Dit jaar werd de dubbelspelpartij altijd gespeeld, ook bij een stand van 2–0.
De zes winnende landen krijgen een kans om de beker te winnen. Zij doen dat door deel te nemen aan het eindtoernooi.
De twaalf verliezende landen krijgen een kans om zich te behoeden voor degradatie naar hun regionale zone. Zij doen dat door deel te nemen aan de play-offs.

## Groepsindeling
Bron: 
|            | groep A           | groep B           | groep C                     | groep D             | groep E                  | groep F                |
| ---------- | ----------------- | ----------------- | --------------------------- | ------------------- | ------------------------ | ---------------------- |
| stad, land | Tokio, Japan      | Ostrava, Tsjechië | Bratislava, Slowakije       | Brisbane, Australië | Radom, Polen             | Den Haag, Nederland    |
| locatie    | Ariake Colosseum  | RT TORAX Arena    | Peugeot Arena               | Pat Rafter Arena    | Radomskie Centrum Sportu | Sportcampus Zuiderpark |
| ondergrond | hardcourt, binnen | hardcourt, binnen | hardcourt, binnen           | hardcourt, buiten   | gravel, binnen           | gravel, binnen         |
| geplaatst  | Canada            | Tsjechië          | Slowakije                   | Australië           | Polen                    | Verenigd Koninkrijk    |
| geloot     | Roemenië Japan    | Spanje Brazilië   | Verenigde Staten Denemarken | Kazachstan Colombia | Zwitserland Oekraïne     | Duitsland Nederland    |

## Uitslagen
G=groep, L=landenontmoetingen, R=rubbers, S=sets, (1-6)=plaatsingsnummer, (H)=gastheer
| G | winnaar                 | winnaar | winnaar | winnaar | tweede plaats     | tweede plaats | tweede plaats | tweede plaats | derde plaats | derde plaats | derde plaats | derde plaats |
| G | land                    | L       | R       | S       | land              | L             | R             | S             | land         | L            | R            | S            |
| - | ----------------------- | ------- | ------- | ------- | ----------------- | ------------- | ------------- | ------------- | ------------ | ------------ | ------------ | ------------ |
| A | Japan (H)               | 2–0     | 5–1     | 11–4    | Canada (1)        | 1–1           | 4–2           | 9–5           | Roemenië     | 0–2          | 0–6          | 1–12         |
| B | Spanje                  | 2–0     | 5–1     | 10–3    | Tsjechië (2) (H)  | 1–1           | 3–3           | 6–6           | Brazilië     | 0–2          | 1–5          | 3–10         |
| C | Verenigde Staten        | 2–0     | 5–1     | 10–2    | Slowakije (3) (H) | 1–1           | 4–2           | 8–6           | Denemarken   | 0–2          | 0–6          | 2–12         |
| D | Kazachstan              | 2–0     | 5–1     | 10–3    | Australië (4) (H) | 1–1           | 4–2           | 8–4           | Colombia     | 0–2          | 0–6          | 1–12         |
| E | Oekraïne                | 2–0     | 5–1     | 10–3    | Polen (5) (H)     | 1–1           | 3–3           | 6–8           | Zwitserland  | 0–2          | 1–5          | 5–10         |
| F | Verenigd Koninkrijk (6) | 2–0     | 4–2     | 8–6     | Nederland (H)     | 1–1           | 4–2           | 9–5           | Duitsland    | 0–2          | 1–5          | 4–10         |

## Vervolg
- Door hun winst in de kwalificatieronde gingen Japan, Kazachstan, Oekraïne, Spanje, Verenigd Koninkrijk en Verenigde Staten naar het eindtoernooi.
- Australië, Brazilië, Canada, Colombia, Denemarken, Duitsland, Nederland, Polen, Roemenië, Slowakije, Tsjechië en Zwitserland gingen naar de play-offs.